# Daniil Aleksandrovič Granin
Daniil Aleksandrovič Granin (Volyn', 1º gennaio 1919 – San Pietroburgo, 4 luglio 2017) è stato uno scrittore russo.
Ingegnere di professione, spesso incentrò le sue opere sulla deontologia degli scienziati, affrontando direttamente il tema della responsabilità civile degli uomini di scienza, come nel caso dell'agronomo sovietico Lysenko.
Granin fu anche storico e dedicò un'opera all'assedio di Leningrado e redasse una biografia di Pietro il Grande.
Gli è stato dedicato un asteroide, 3120 Dangrania.

## Opere
- Зубр
- Иду на грозу
- Месяц вверх ногами
- Эта странная жизнь
- Сад Камней
- Картина
- Неизвестный человек
- Прекрасная Ута
- Пленные
- Клавдия Вилор
- Наш комбат
- Ты взвешен на весах
- Блокадная книга
- Дом на Фонтанке
- Запретная глава
- Дождь в чужом городе
- Чужой дневник
- Еще заметен след
- Молодая война
- Искатели